# وزارة الصحة (الصين)
وزارة صحة جمهورية الصين الشعبية هي إدارة حكومية تعمل على توفير المعلومات في مجال الصحة، وزيادة الوعي الصحي والتعليم، وضمان الوصول إلى الخدمات الصحية، ومراقبة جودة الخدمات الصحية المقدمة إلى المواطنين والزوار في الصين الشعبية. حُلَّت الوزارة في عام 2013 ودُمِجت وظائفها في الهيئة الوطنية للصحة وتنظيم الأسرة عام 2018.
كما تشارك وزارة الصحة في السيطرة على الأمراض وتنسيق استخدام الموارد وتتعاون لتبقى على اتصال مع وزارات وإدارات الصحة الأخرى، بما في ذلك وزارات وإدارات المناطق الإدارية الخاصة، ومنظمة الصحة العالمية (WHO).

## الوظائف والمهام
تمثل المهام الأساسية لوزارة الصحة فيما يلي:
1. صياغة القوانين واللوائح والسياسات الصحية وتقديم خطط وأهداف التنمية الصحية والإشراف على تنفيذها.
2. عرض الخطط الصحية الإقليمية ويوجه التخطيط الوطني وينسق توزيع الموارد الطبية.
3. وضع الخطط والسياسات الصحية المحلية، وتنفيذ الرعاية الصحية للأم والطفل.
4. تنفيذ سياسة "الوقاية أولاً"، وتثقيف الجمهور حول الصحة، وتخطيط وتطوير وتنظيم خطط شاملة للوقاية من الأمراض وعلاجها.
5. إعادة تنظيم معهد الطب ووضع معايير للعاملين في مجال الرعاية الصحية، وجودة الرعاية، وتقديم الخدمات الصحية.
6. تنظيم قانون جمع الدم والبلازما ونوعية الدم.
7. الإشراف على العلوم الطبية والتكنولوجيا الرئيسية بالدولة.
8. مراقبة الأمراض المعدية المراد الوقاية منها وعلاجها.
9. صياغة لوائح مراقبة الجودة للأغذية ومستحضرات التجميل، ومنح الموافقات.
10. تسهيل التعاون الطبي بين الحكومات والمنظمات غير الحكومية، والتعاون ومساعدة المؤسسات الطبية في البلدان الأخرى، وتنسيق التعاون مع منظمة الصحة العالمية والمنظمات الدولية.
11. بحث وتطوير الطب الغربي والطب الصيني التقليدي.
12. مواصلة أنشطة لجنة الحملة الوطنية للصحة الوطنية.
13. تنسيق وإيفاد عاملين طبيين منزليين ومساعدة الوكالات الحكومية المحلية والوكالات ذات الصلة في حالة تفشي الوباء.